# Batman (Semic)
A Batman egy kezdetben havonta, majd kéthavonta 50 oldalon megjelenő képregénysorozat volt, ami a Semic Interprint kiadásában jelent meg Magyarországon 1990 és 1992 között.

## Története
A DC kiadó emblematikus figurája képregényben először 1989-ben mutatkozott be a magyar közönség előtt a Semic kiadó jóvoltából. Ez az első hazai Denevérember képújság az 1989-es mozifilm képregényes adaptációja volt. 1990 januárjától a korábban említett kiadó jóvoltából folytatódtak Batman kalandjai, s havonta kerültek az újságárusokhoz az elmés detektív legújabb történetei. A képregények közel 50 oldalasak voltak, s főleg az amerikai Batman és Detective Comics kiadványokból közöltek történeteket. Az 1. számban megjelent Alan Moore fémjelezte A gyilkos tréfa című történet önálló kiadványként jelent meg az Egyesült Államokban, nem tartozik egyik fentebbi sorozathoz sem.
Az 1990-es esztendőben 12 lapszám jelent meg, 1991-ben már csak 10, míg 1992-ben pedig 3 Batman lap került az újságárusokhoz. 1992-ben már csak kéthavonta jelentek meg Bruce Wayne kalandjai. A 25. számmal megszűnt Denevérember önálló képregénye, ám ez nem jelentett végleges búcsút az álarcos hőstől.
A Semic kiadó az eladásokban ugyancsak rosszul teljesítő Superman-képregénnyel vonta össze a Denevér-képregényt, s így 1992 júliusától útnak indult a Superman és Batman című kéthavonta megjelenő új képregénysorozat. A körülbelül 50 oldalas füzetek általában egy Superman és egy Batman történetet közöltek. A 2001 decemberéig megjelenő széria 57 számot élt meg, majd a 2 hős hosszabb időre elbúcsúzott a honi képregényes élettől.

## Számok
A megjelent számok 50 oldalasak voltak, így általában kettő amerikai számot foglaltak magukban. Az újságok közepén vagy végén általában dokumentáció szerepelt néhány a füzethez kapcsolódó szereplőről, témáról vagy Batman hosszú múltjáról.

### Batman #1
- Megjelent: 1990. január
- Borító eredetije: Batman: The Killing Joke különszám (1988)
- Borítót rajzolta: Brian Bolland
- Eredeti ár: 58 Ft
- Dokumentáció:
- Főbb szereplők: Batman, Barbara Gordon, James Gordon, Alfred Pennyworth, Joker

| eredeti kiadvány         | eredeti megjelenés | írta       | rajzolta      | fordította          | történet eredeti címe | történet magyar címe                    |
| ------------------------ | ------------------ | ---------- | ------------- | ------------------- | --------------------- | --------------------------------------- |
| Batman. The Killing Joke | 1988               | Alan Moore | Brian Bolland | Pataricza L. Eszter | The Killing Joke      | Batman, a Denevérember: A gyilkos tréfa |

### Batman #2
- Megjelent: 1990. február
- Borító eredetije: Batman #427 (1988. december)
- Borítót rajzolta: Mike Mignola
- Eredeti ár: 58 Ft
- Dokumentáció: Egy csodafiú halála 4 oldalas dokumentáció.
- Főbb szereplők: Batman, Robin (Jason Todd), James Gordon, Alfred Pennyworth, Joker

| eredeti kiadvány | eredeti megjelenés | írta        | rajzolta  | fordította          | történet eredeti címe                | történet magyar címe                                 |
| ---------------- | ------------------ | ----------- | --------- | ------------------- | ------------------------------------ | ---------------------------------------------------- |
| Batman #426      | 1988. december     | Jim Starlin | Jim Aparo | Pataricza L. Eszter | A Death in the Family: Chapter 1 & 2 | Halál a családban: Robin a csodafiú titka I-II. rész |

### Batman #3
- Megjelent: 1990. március
- Borító eredetije: Batman #429 (1989. január)
- Borítót rajzolta: Mike Mignola
- Eredeti ár: 58 Ft
- Dokumentáció: Az „új” Batman 3 oldalas dokumentáció (írta: Peter Lille).
- Főbb szereplők: Batman, Robin (Jason Todd), Joker, Sheila Haywood és Lady Shiva

| eredeti kiadvány | eredeti megjelenés | írta        | rajzolta  | fordította          | történet eredeti címe                | történet magyar címe                                   |
| ---------------- | ------------------ | ----------- | --------- | ------------------- | ------------------------------------ | ------------------------------------------------------ |
| Batman #427      | 1988. december     | Jim Starlin | Jim Aparo | Pataricza L. Eszter | A Death in the Family: Chapter 3 & 4 | Halál a családban: Robin a csodafiú titka III-IV. rész |

### Batman #4
- Megjelent: 1990. április
- Borító eredetije: Batman: A Death in the Family TPB (1988)
- Borítót rajzolta:
- Eredeti ár: 58 Ft
- Dokumentáció: Utóirat, avagy magyarázat Robin halálához 3 oldalas dokumentáció (írta: Dennis O’Neill, 1988. november)
- Főbb szereplők: Batman, Robin (Jason Todd), Barbara Gordon, James Gordon, Alfred Pennyworth, Superman, Joker

| eredeti kiadvány | eredeti megjelenés | írta        | rajzolta  | fordította          | történet eredeti címe            | történet magyar címe                     |
| ---------------- | ------------------ | ----------- | --------- | ------------------- | -------------------------------- | ---------------------------------------- |
| Batman #428      | 1988. december     | Jim Starlin | Jim Aparo | Pataricza L. Eszter | A Death in the Family: Chapter 5 | Halál a családban: Robin halott V. rész  |
| Batman #429      | 1989. január       | Jim Starlin | Jim Aparo | Pataricza L. Eszter | A Death in the Family: Chapter 6 | Halál a családban: Robin halott VI. rész |

### Batman #5
- Megjelent: 1990. május
- Borító eredetije: Batman #431 (1989. március)
- Borítót rajzolta: George Pratt
- Eredeti ár: 58 Ft
- Dokumentáció: Arkham Asylum 3 oldalas dokumentáció.
- Főbb szereplők: Batman

| eredeti kiadvány      | eredeti megjelenés | írta                      | rajzolta       | fordította          | történet eredeti címe                 | történet magyar címe                 |
| --------------------- | ------------------ | ------------------------- | -------------- | ------------------- | ------------------------------------- | ------------------------------------ |
| Detective Comics #592 | 1988. november     | Alan Grant és John Wagner | Norm Breyfogle | Pataricza L. Eszter | The Fear, Part One                    | A félelem 1. rész                    |
| Detective Comics #593 | 1988. december     | Alan Grant és John Wagner | Norm Breyfogle | Pataricza L. Eszter | The Fear, Part Two: Diary of a Madman | A félelem 2. rész: Egy őrült naplója |

### Batman #6
- Megjelent: 1990. június
- Borító eredetije: Batman #423 (1988. szeptember)
- Borítót rajzolta: Todd McFarlane
- Eredeti ár: 58 Ft
- Főbb szereplők: Batman, James Gordon, Alfred Pennyworth, Jeannie Bowen, Csonttörő, Mitchell Riordan
- Megjegyzés: A füzet végén 8 oldalas előzetes található a hamarosan megjelenő, önálló magyar Superman-képregényből.

| eredeti kiadvány      | eredeti megjelenés | írta     | rajzolta    | fordította          | történet eredeti címe | történet magyar címe                           |
| --------------------- | ------------------ | -------- | ----------- | ------------------- | --- | ---------------------------------------------- |
| Detective Comics #598 | 1989. március      | Sam Hamm | Denys Cowan | Pataricza L. Eszter | Blind Justice Part 1: Chapter One: The Sleep of Reason; Chapter Two: The Kindness of Strangers; Chapter Three: The Price of Knowledge | Nincs igazság? 1. rész: Az idegenek kedvessége |

### Batman #7
- Megjelent: 1990. július
- Borító eredetije: Detective Comics #598 (1989. március)
- Borítót rajzolta: Densy Cowan
- Eredeti ár: 58 Ft
- Főbb szereplők: Batman, James Gordon, Alfred Pennyworth, Jeannie Bowen, Csonttörő, Mitchell Riordan
- Megjegyzés: E szám végén egy Batman és Robin rajz látható.

| eredeti kiadvány      | eredeti megjelenés | írta     | rajzolta    | fordította    | történet eredeti címe                              | történet magyar címe   |
| --------------------- | ------------------ | -------- | ----------- | ------------- | -------------------------------------------------- | ---------------------- |
| Detective Comics #599 | 1989. április      | Sam Hamm | Denys Cowan | Daróczi Péter | Blind Justice Part 2: Chapter Four: Citizen Wayne  | Nincs igazság? 2. rész |
| Detective Comics #600 | 1989. május        | Sam Hamm | Denys Cowan | Daróczi Péter | Blind Justice Part 3: Chapter Five: Hidden Agendas | Nincs igazság? 3. rész |

### Batman #8
- Megjelent: 1990. augusztus
- Borító eredetije: Detective Comics #600 (1989. május)
- Borítót rajzolta: Densy Cowan
- Eredeti ár: 58 Ft
- Dokumentáció:
- Főbb szereplők: Batman

| eredeti kiadvány      | eredeti megjelenés | írta     | rajzolta    | fordította    | történet eredeti címe                              | történet magyar címe                  |
| --------------------- | ------------------ | -------- | ----------- | ------------- | -------------------------------------------------- | ------------------------------------- |
| Detective Comics #600 | 1989. május        | Sam Hamm | Denys Cowan | Daróczi Péter | Blind Justice Part 3: Chapter Five: Hidden Agendas | Nincs igazság? 4. rész: Titkos akciók |

### Batman #9
- Megjelent: 1990. szeptember
- Borító eredetije: Batman #417 (1988. március)
- Borítót rajzolta: Mike Zeck
- Eredeti ár: 58 Ft
- Dokumentáció: 3 oldalas Nindzsák, nindzsák, mindenütt nindzsák! dokumentáció a lap közepén (készült: Petter Lille írása alapján).
- Főbb szereplők: Batman, James Gordon

| eredeti kiadvány | eredeti megjelenés | írta        | rajzolta  | fordította    | történet eredeti címe | történet magyar címe |
| ---------------- | ------------------ | ----------- | --------- | ------------- | --------------------- | -------------------- |
| Batman #430      | 1989. február      | Jim Starlin | Jim Aparo | Daróczi Péter | Fatal Wish            | Végzetes kívánság    |
| Batman #431      | 1989. március      | Jim Owsley  | Jim Aparo | Daróczy Péter | The Wall              | A fal                |

### Batman #10
- Megjelent: 1990. október
- Borító eredetije: Detective Comics #596 (1989. március)
- Borítót rajzolta: Norm Breyfogle
- Eredeti ár: 58 Ft
- Dokumentáció:
- Főbb szereplők: Batman

| eredeti kiadvány      | eredeti megjelenés | írta       | rajzolta        | fordította    | történet eredeti címe | történet magyar címe |
| --------------------- | ------------------ | ---------- | --------------- | ------------- | --------------------- | -------------------- |
| Detective Comics #596 | 1989. március      | Alan Grant | Eduardo Barreto | Daróczi Péter | Video Nasties         | Véres videó          |
| Detective Comics #597 | 1989. február      | Alan Grant | Eduardo Barreto | Daróczi Péter | Private Viewing       | Zártkörű vetítés     |

### Batman #11
- Megjelent: 1990. november
- Borító eredetije: Detective Comics #583 (1988. február)
- Borítót rajzolta: Mike Mignola
- Eredeti ár: 58 Ft
- Dokumentáció:
- Főbb szereplők: Batman

| eredeti kiadvány      | eredeti megjelenés | írta       | rajzolta       | fordította    | történet eredeti címe        | történet magyar címe                |
| --------------------- | ------------------ | ---------- | -------------- | ------------- | ---------------------------- | ----------------------------------- |
| Detective Comics #590 | 1988. szeptember   | Alan Grant | Norm Breyfogle | Daróczi Péter | An American Batman in London | Egy amerikai denevérember Londonban |
| Batman #432           | 1989. április      | Jim Owsley | Jim Aparo      | Daróczi Péter | Dead Letter Office           | Lezárt ügyek osztálya               |

### Batman #12
- Megjelent: 1990. december
- Borító eredetije:
- Borítót rajzolta:
- Eredeti ár: 58 Ft
- Főbb szereplők: Batman
- Megjegyzés: Az újság közepén 2 oldalas 1991-es naptár található.

| eredeti kiadvány      | eredeti megjelenés | írta                      | rajzolta       | fordította    | történet eredeti címe | történet magyar címe          |
| --------------------- | ------------------ | ------------------------- | -------------- | ------------- | --------------------- | ----------------------------- |
| Detective Comics #583 | 1988. február      | John Wagner és Alan Grant | Norm Breyfogle | Daróczi Péter | Fever                 | A láz                         |
| Detective Comics #584 | 1988. március      | John Wagner és Alan Grant | Norm Breyfogle | Daróczi Péter | Fever Break!          | A cím nem került lefordításra |

### Batman #13
- Megjelent: 1991. február
- Borító eredetije: Detective Comics #587 (1988. június)
- Borítót rajzolta: Norm Breyfogle
- Eredeti ár: 59 Ft
- Főbb szereplők: Batman
- Megjegyzés: A Detective Comics #500 számából mindössze egy 2 oldalas történet jelent meg. A képregény közepén 2 oldalas Batman-rajz látható.

| eredeti kiadvány      | eredeti megjelenés | írta                      | rajzolta        | fordította    | történet eredeti címe | történet magyar címe          |
| --------------------- | ------------------ | ------------------------- | --------------- | ------------- | --------------------- | ----------------------------- |
| Detective Comics #585 | 1988. április      | Alan Grant és John Wagner | Norm Breyfogle  | Daróczi Péter | The Ratcatcher        | A patkányfogó                 |
| Detective Comics #586 | 1988. május        | Alan Grant                | Norm Breyfogle  | Daróczi Péter | Rat Trap              | A cím nem került lefordításra |
| Detective Comics #500 | 1981. március      | Len Wein                  | Walter Simonson | Daróczi Péter | Once Upon a Time      | Egyszer volt, hol nem volt…   |

### Batman #14
- Megjelent: 1991. március
- Borító eredetije: Detective Comics #588 (1988. július)
- Borítót rajzolta: Norm Breyfogle
- Eredeti ár: 59 Ft
- Dokumentáció:
- Főbb szereplők: Batman
- Megjegyzés: A Batman #587, #588 és #589 számai összevontan jelentek meg.

| eredeti kiadvány      | eredeti megjelenés | írta       | rajzolta       | fordította    | történet eredeti címe | történet magyar címe          |
| --------------------- | ------------------ | ---------- | -------------- | ------------- | --------------------- | ----------------------------- |
| Detective Comics #587 | 1988. június       | Alan Grant | Norm Breyfogle | Daróczi Péter | Night People          | Az éjszaka lényei             |
| Detective Comics #588 | 1988. július       | Alan Grant | Norm Breyfogle | Daróczi Péter | The Corrosive Man     | A cím nem került lefordításra |
| Detective Comics #589 | 1988. augusztus    | Alan Grant | Norm Breyfogle | Daróczi Péter | The Burning Pit       | A cím nem került lefordításra |

### Batman #15
- Megjelent: 1991. április
- Borító eredetije: Detective Comics #610 (1988. július)
- Borítót rajzolta: Norm Breyfogle
- Eredeti ár: 69 Ft
- Főbb szereplők: Batman, James Gordon, a Pingvin, Mortimer Kadaver, a Hasbeszélő
- Megjegyzés: A füzet közepén egy Joker, míg a végén 2 Barman-rajz lelhető e kiadványban.

| eredeti kiadvány      | eredeti megjelenés | írta       | rajzolta       | fordította    | történet eredeti címe                    | történet magyar címe                    |
| --------------------- | ------------------ | ---------- | -------------- | ------------- | ---------------------------------------- | --------------------------------------- |
| Detective Comics #610 | 1990. január       | Alan Grant | Norm Breyfogle | Daróczy Péter | Snow and Ice, part one: Ode to a Penguin | Hó és jég első rész: Óda egy pingvinhez |
| Detective Comics #611 | 1990. február      | Alan Grant | Norm Breyfogle | Daróczy Péter | Snow and Ice, part two: Bird of III Omen | Hó és jég második rész: Vészmadár       |

### Batman #16
- Megjelent: 1991. május
- Borító eredetije: Detective Comics #590 (1988. szeptember)
- Borítót rajzolta: Norm Breyfogle
- Eredeti ár: 69 Ft
- Dokumentáció: Batman: Pillantás a múltba című 2 oldalas dokumentáció lelhető a 28. és 29 oldalon (Részlet a Batman archives című könyv előszavából, írta: Bob Kane)
- Főbb szereplők:
- Megjegyzés:

| eredeti kiadvány      | eredeti megjelenés | írta       | rajzolta       | fordította    | történet eredeti címe                        | történet magyar címe                                           |
| --------------------- | ------------------ | ---------- | -------------- | ------------- | -------------------------------------------- | -------------------------------------------------------------- |
| Detective Comics #608 | 1989. november     | Alan Grant | Norm Breyfogle | Daróczy Péter | Anarky in Gotham City: Letters to the Editor | Anarchia Gotham City-ben első rész: Olvasói levelek            |
| Detective Comics #609 | 1989. december     | Alan Grant | Norm Breyfogle | Daróczy Péter | Anarky in Gotham City: Facts About Bats      | Anarchia Gotham City-ben második rész: Tudnivalók a denevérről |

### Batman #17
- Megjelent: 1991. június
- Borító eredetije: Detective Comics #614 (1990. május)
- Borítót rajzolta: Norm Breyfogle
- Eredeti ár: 69 Ft
- Dokumentáció: „Hogyan született a Denevérember figurája?” 2 oldalas dokumentáció (írta: Rick Marschall, részlet a Batman Archives I. c.könyvhöz írt előszóból).
- Főbb szereplők:
- Megjegyzés:

| eredeti kiadvány      | eredeti megjelenés | írta       | rajzolta       | fordította    | történet eredeti címe | történet magyar címe |
| --------------------- | ------------------ | ---------- | -------------- | ------------- | --------------------- | -------------------- |
| Detective Comics #613 | 1990. április      | Alan Grant | Norm Breyfogle | Daróczi Péter | Trash                 | A szemét             |
| Detective Comics #614 | 1990. május        | Alan Grant | Norm Breyfogle | Daróczi Péter | Street Demonz         | Utcai démonok        |

### Batman #18
- Megjelent: 1991. július
- Borító eredetije: Batman #451 (1990. július)
- Borítót rajzolta: Norm Breyfogle
- Eredeti ár: 69 Ft
- Dokumentáció: Joker 1 oldalas dokumentáció a 25. oldalon (részlet „A legjobb Joker történetek” című könyvből).
- Főbb szereplők: Batman, James Gordon, Sarah Dulman, Macskanő, Macskaember
- Megjegyzés: Hírek a filmvilágból rovat található a 26. oldalon „Készül az új Batman mozifilm!” címmel (Batman visszatér című film).

| eredeti kiadvány      | eredeti megjelenés | írta       | rajzolta       | fordította    | történet eredeti címe | történet magyar címe |
| --------------------- | ------------------ | ---------- | -------------- | ------------- | --------------------- | -------------------- |
| Detective Comics #617 | 1990. július       | Alan Grant | Norm Breyfogle | Kóczián János | A Clash of Symbols    | Ellentétes jelképek  |
| Detective Comics #612 | 1990. március      | Alan Grant | Norm Breyfogle | Kóczián János | Cats                  | Macskák              |

### Batman #19
- Megjelent: 1991. augusztus
- Borító eredetije: Detective Comics #591 (1988. október)
- Borítót rajzolta: Norm Breyfogle
- Eredeti ár: 69 Ft
- Főbb szereplők: Batman
- Megjegyzés: 2 oldalas „Denevér-totó” látható a képújság közepén. 1 oldalon a Batman szerkesztője válaszol a beérkezett levelekre.

| eredeti kiadvány      | eredeti megjelenés | írta       | rajzolta       | fordította    | történet eredeti címe | történet magyar címe |
| --------------------- | ------------------ | ---------- | -------------- | ------------- | --------------------- | -------------------- |
| Detective Comics #591 | 1988. október      | Alan Grant | Norm Breyfogle | Daróczi Péter | Aborigine!            | Őslakó               |
| Detective Comics #594 | 1989. január       | Alan Grant | Norm Breyfogle | Daróczi Péter | Ecstasy               | Eksztázis            |

### Batman #20
- Megjelent: 1991. szeptember
- Borító eredetije: Batman #454 (1990. szeptember)
- Borítót rajzolta: Mike Mignola
- Eredeti ár: 69 Ft
- Dokumentáció:
- Főbb szereplők: Batman, James Gordon, Alfred Pennyworth, Rébusz
- Megjegyzés: 3 oldalon a Batman-autó pályázat közleménye olvasható, míg 1 oldalon a Batman-teszt megoldása.

| eredeti kiadvány | eredeti megjelenés | írta           | rajzolta     | fordította    | történet eredeti címe          | történet magyar címe              |
| ---------------- | ------------------ | -------------- | ------------ | ------------- | ------------------------------ | --------------------------------- |
| Batman #452      | 1990. augusztus    | Peter Milligan | Kieron Dwyer | Daróczi Péter | Dark Knight, Dark City, Part 1 | Sötét lovag, sötét város I. rész  |
| Batman #453      | 1990. augusztus    | Peter Milligan | Kieron Dwyer | Daróczi Péter | Dark Knight, Dark City, Part 2 | Sötét lovag, sötét város II. rész |

### Batman #21
- Megjelent: 1991. október
- Borító eredetije: Batman #437 (1989. augusztus)
- Borítót rajzolta: George Pérez
- Eredeti ár: 69 Ft
- Dokumentáció:
- Főbb szereplők: Batman, James Gordon, Alfred Pennyworth, Rébusz
- Megjegyzés: A Batman #440, #441 és #442 számai összevontan jelentek meg.

| eredeti kiadvány | eredeti megjelenés | írta                         | rajzolta     | fordította    | történet eredeti címe                                  | történet magyar címe                   |
| ---------------- | ------------------ | ---------------------------- | ------------ | ------------- | ------------------------------------------------------ | -------------------------------------- |
| Batman #454      | 1990. szeptember   | Peter Milligan               | Kieron Dwyer | Daróczi Péter | Dark Knight, Dark City, Part 3                         | Sötét lovag, sötét város (utolsó rész) |
| Batman #440      | 1989. október      | Marv Wolfman                 | Jim Aparo    | Daróczi Péter | A Lonely Place of Dying Chapter One: Suspects          | A cím nem került lefordításra          |
| Batman #441      | 1989. november     | Marv Wolfman                 | Jim Aparo    | Daróczi Péter | A Lonely Place of Dying Chapter Three: Parallel Lines! | A cím nem került lefordításra          |
| Batman #442      | 1989. december     | Marv Wolfman és George Pérez | Jim Aparo    | Daróczi Péter | A Lonely Place of Dying Chapter Five: Rebirth          | Az újjászületés                        |

### Batman #22
- Megjelent: 1991. november
- Borító eredetije: Detective Comics #619 (1989. augusztus)
- Borítót rajzolta: Norm Breyfogle
- Eredeti ár: 69 Ft
- Dokumentáció: A Megfejtő (eredeti neve: Eddie Nashton) és a Kétarcú (eredeti neve: Harvey Dent) jellemrajzok a 25 oldalon. 1 oldalas dokumentáció olvasható a 26. oldalon „Batman jegyzeteiből” címmel Haitiről, annak történelméről és a vuduról.
- Főbb szereplők: Batman, Alfred Pennyworth, Tim Drake, Jack Drake, Janet Drake, James Gordon
- Megjegyzés: A füzet végén a szeptemberi számban közzétett Batman-teszt eredményhirdetése és helyes megfejtései találhatóak 1 oldalnyi terjedelemben. Az utolsó oldalon „Batman-hírek” olvashatóak, amelyben közzéteszik azt, hogy az 1992-es esztendőtől kezdődően csak kéthavonta fog megjelenni a lap, igaz terjedelme legalább változatlan marad.

| eredeti kiadvány      | eredeti megjelenés | írta       | rajzolta                         | fordította    | történet eredeti címe                     | történet magyar címe                         |
| --------------------- | ------------------ | ---------- | -------------------------------- | ------------- | ----------------------------------------- | -------------------------------------------- |
| Detective Comics #618 | 1990. július       | Alan Grant | Norm Breyfogle és Dick Giordano  | Daróczi Péter | Rite of Passage Part 1: Shadow on the Sun | Beavatás 1. rész: Eltakarod a napot          |
| Detective Comics #619 | 1990. július       | Alan Grant | Norm Breyfogle és Steve Mitchell | Daróczi Péter | Rite of Passage Part 2: Beyond Belief!    | Beavatás 2. rész: A hitetlen és a hihetetlen |

### Batman #23
- Megjelent: 1992. január
- Borító eredetije: Detective Comics #621 (1990. szeptember)
- Borítót rajzolta: Norm Breyfogle
- Eredeti ár: 79 Ft
- Dokumentáció: Kadaver (eredeti neve: Mortimer Kadaver) és Hasbeszélő (eredeti neve ismeretlen) dokumentációk a 25. oldalon.
- Főbb szereplők: Batman, Alfred Pennyworth, Tim Drake, Jack Drake, Janet Drake, Anarchia
- Megjegyzés: Féloldalnyi terjedelemben „A szerkesztő válaszol” a beérkezett kérdésekre, további fél oldalon pedig „Kandi-hírek” olvashatók. A füzet végén 1 oldalas Robin-teszt található.

| eredeti kiadvány      | eredeti megjelenés | írta       | rajzolta                         | fordította    | történet eredeti címe                  | történet magyar címe               |
| --------------------- | ------------------ | ---------- | -------------------------------- | ------------- | -------------------------------------- | ---------------------------------- |
| Detective Comics #620 | 1990. augusztus    | Alan Grant | Norm Breyfogle és Steve Mitchell | Daróczi Péter | Rite of Passage Part 3: Make Me a Hero | Beavatás 3. rész: Én is hős leszek |
| Detective Comics #621 | 1990. szeptember   | Alan Grant | Norm Breyfogle és Steve Mitchell | Daróczi Péter | Rite of Passage Part 4: Trial by Fire  | Beavatás 4. rész: Tűzpróba         |

### Batman #24
- Megjelent: 1992. március
- Borító eredetije: Detective Comics #627 (1991. március)
- Borítót rajzolta: Norm Breyfogle
- Eredeti ár: 79 Ft
- Dokumentáció: Anarchia (eredeti neve: Lonnie Machin) és Pingvin (eredeti neve: Oswald Chesterfield Cobblepot) dokumentációk a 23. oldalon.
- Főbb szereplők: Batman, Robin (Tim Drake), James Gordon, Paul Rogers, Steven Crane
- Megjegyzés: Féloldalnyi terjedelemben „A szerkesztő válaszol” a beérkezett kérdésekre, további fél oldalon pedig „Kandi-hírek” olvashatók. A füzet végén 1 oldalas Robin-teszt található.

| eredeti kiadvány      | eredeti megjelenés | írta       | rajzolta                         | fordította    | történet eredeti címe              | történet magyar címe      |
| --------------------- | ------------------ | ---------- | -------------------------------- | ------------- | ---------------------------------- | ------------------------- |
| Detective Comics #627 | 1991. március      | Alan Grant | Norm Breyfogle és Steve Mitchell | Bárány Ferenc | The Case of the Chemical Syndicate | A vegyi szindikátus esete |
| Batman #455           | 1990. október      | Alan Grant | Norm Breyfogle és Steve Mitchell | Bárány Ferenc | Identity Crisis: Part One          | Személyiségzavar 1. rész  |

### Batman #25
- Megjelent: 1992. május
- Borító eredetije: Batman #456 (1990. november)
- Borítót rajzolta: Norm Breyfogle
- Eredeti ár: 79 Ft
- Dokumentáció: Madárijesztő (eredeti neve: Jonathan Crane) és Macskaember (eredeti neve: Thomas Blake) dokumentációk a 47 oldalon.
- Főbb szereplők: Batman, Robin (Tim Drake), Alfred Pennyworth, Vicki Vale, Dick Grayson (egy korábbi Robin, e számban már Éjszárny a neve), Madárijesztő
- Megjegyzés: Féloldalnyi terjedelemben „A szerkesztő válaszol” a beérkezett kérdésekre, további fél oldalon pedig „Kandi-hírek” olvashatók. A füzet végén lelhető fel a Robin-teszt megoldása. Kandi-puzzle található e képújságban. Ez volt a sorozat utolsó száma.

| eredeti kiadvány | eredeti megjelenés | írta       | rajzolta                         | fordította    | történet eredeti címe                                      | történet magyar címe                     |
| ---------------- | ------------------ | ---------- | -------------------------------- | ------------- | ---------------------------------------------------------- | ---------------------------------------- |
| Batman #456      | 1990. november     | Alan Grant | Norm Breyfogle és Steve Mitchell | Bárány Ferenc | Identity Crisis: Part Two: Without Fear of Consequence ... | Személyiségzavar 2. rész: Félelem nélkül |
| Batman #457      | 1990. december     | Alan Grant | Norm Breyfogle                   | Bárány Ferenc | Master of Fear                                             | A félelem ura                            |

## A sorozat befejezése után
A Batman 25. és a Superman 18. számát követően összevonásra került a Semic kiadó ezen két kiadványa. 1992. júliusától már egy új újság, a Superman és Batman várta a vevőket az újságárusoknál. Terjedelemben 50 oldalas volt, s fele részben tartalmazott Superman, fele részben pedig Batman-képregényt e kéthavonta megjelenő képújság.
A 2 lap gazdasági okokból került „egyesítésre”.

## Külső hivatkozások
- A SEMIC Interprint utódjának az ADOC-SEMIC honlapja
- A sorozat adatlapja a db.kepregeny.neten[halott link]
- Batman Magyarországon[halott link]
- Magyar Batman-kronológia[halott link]
- Batman-sztorik alkotói[halott link]